# Chiesa della Madonnina (Meina)
La chiesa dell'Annunciazione detta "Madonnina" è un edificio religioso che si trova a Meina (NO).

## Storia
Nel passato la chiesa costituiva il confine del centro abitato ed indicava per gli abitanti il punto da non sorpassare perché troppo lontano dalle case.
Nasce come oratorio  della Beata Vergine Maria Annunciata grazie a Giovanni Battista, Giovanni Giacomo Carbonati e Bartolomeo della Steffanina, tutti di Meina. Nell'oratorio si celebravano le messe volute dalla devozione dei benefattori; sulla parete dell'altare l'affresco ricordava la dedicazione mariana e le antiche epidemie.

## Struttura
La facciata, completamente intonacata, è caratterizzata da quattro paraste di ordine dorico che reggono il timpano.
L'antico portale lapideo, con timpano arrotondato interrotto nella parte superiore, ha ai suoi lati due finestrelle con sottostanti panchine in pietra. Il portone si apre su una bussola, recentemente costruita, riportante, su vetri, le immagini dell'angelo annunciante e della Madonna, simili a quelle poste sull'antico paliotto dell'altare. Al di sopra è posta una cantoria in legno.
La chiesa si presenta con un'unica navata, di circa dodici metri per sei, ai cui lati si possono ammirare alcuni quadri: a destra di chi entra prima Sant'Antonio poi la Madonna con Bambino, sul lato sinistro una Sacra Famiglia con un religioso francescano e un Crocefisso.
Il pavimento, con mosaico alla veneziana, è del 1891. Sul pavimento davanti alla balaustra, sempre a destra di chi entra, vi è la lapide, in marmo bianco, del sepolcro di Giacomo Francesco Luatti, mentre al di sopra è posto l'architrave scolpito da Francesco Perella nel 1670.
L'altare, dotato di un paliotto, era prima addossato alla parete su cui sono posti la splendida ancona lignea seicentesca e l'affresco quattrocentesco dell'antica cappella, a cui piedi si trova ancora l'altare di pietra. L'ancona, dagli smaglianti colori, rappresenta l'annunciazione dell'Angelo a Maria, con al centro la raffigurazione dello Spirito Santo. A destra di chi guarda l'altare si apre la porta della sacrestia, sovrastata  da un quadro rappresentante la cena di Emmanaus. A sinistra c'è una piccola navata laterale contenente una piccola statua di Maria bambina.

### Interni
All'interno della chiesa dell'Annunciazione di Maria si trova un affresco che rappresenta la Madonna col Bambino in trono tra San Rocco e San Sebastiano. Si tratta di un'immagine devozionale autonoma, anteriore all'edificio della chiesa; originariamente decorava il muro di fondo di una cappella quadrangolare di pochi metri di lato, con volta a botte, come testimonia la lunetta del dipinto e con altare in muratura addossato e ricoperto da una lastra di pietra che oggi appare basso per il probabile rialzamento della pavimentazione.
La tradizione afferma che nella cappella si sedevano e posavano i loro carichi i paesani in transito al bivio che conduceva alla collina da una parte e al lago dall'altra, approfittando della sosta per recitare preghiere alla Madonna, a San Rocco e San Sebastiano, santi ausiliatori contro le pestilenze. In basso, ai lati del vecchio altare in pietra, sono raffigurati i profili di due personaggi, padre e figlio, che commissionarono gli affreschi, oggi piuttosto rovinati.